# Paramnésie réduplicative
La paramnésie réduplicative est une croyance délirante durant laquelle un individu croit qu'un lieu, ou endroit, a été dupliqué ou déplacé simultanément à deux ou plusieurs autres endroits. Il s'agit de l'un des syndromes d'identification délirante et, même s'il est rare, il est plus communément associé à un traumatisme crânien, particulièrement à des lésions faites à l'hémisphère cérébral et aux lobes frontaux.

## Histoire
Le terme de « paramnésie réduplicative » est utilisé pour la première fois en 1903 par le neurologue Arnold Pick pour décrire une condition durant laquelle une patiente souffrant d'une maladie d'Alzheimer était persuadée avoir été transférée de l'hôpital de Pick à un autre qu'elle clamait identique et dans une banlieue similaire. Elle décrit également que les mêmes employés travaillaient en ces deux mêmes endroits.
Rétrospectivement, cependant, le phénomène aurait été pour la première fois rapporté par le naturaliste suisse Charles Bonnet en 1788 qui a décrit une patiente souffrant de ce qui est désormais appelé syndrome de Cotard. Henry Head et Paterson et Zangwill rapportent plus tard, sur des soldats souffrant de troubles délirants, que leur hôpital était situé près de leur ville d'origine. Cependant, ces troubles feraient suite à un traumatisme crânien.
Ce n'est qu'à partir de 1976 que ce trouble est considéré comme sérieux lorsque trois cas sont mentionnés par Benson et ses collègues. Benson décrit des syndromes réduplicatifs chez ses patients et tente d'expliquer ce phénomène en termes de déficit neurocognitif également présent chez ces mêmes patients. Il s'agit de l'une des premières tentatives d'attribuer une explication neuropsychologique pour le trouble.

## Phénomène clinique
La paramnésie réduplicative est mentionnée dans le contexte de nombreux troubles neurologiques, incluant accident vasculaire cérébral, hémorragie intracérébrale, tumeur, démence, encéphalopathie, et d'autres formes variées de troubles psychiatriques.
D'après l'étude menée par Benson et ses collègues, l'extrait suivant illustre quelques-unes des caractéristiques fondamentales du trouble. Le patient a souffert d'un traumatisme crânien à la suite d'une chute du haut de sa fenêtre. L'impact a causé une fracture ouverte et des lésions aux deux hémisphères du lobe frontal (bien qu'elles soient plus prononcées dans l'hémisphère droit) en raison d'une formation d'hématomes intracérébraux :

« Quelques jours après son admission au Neurobehavioural Center, l'orientation temporelle est restée intacte, il pouvait donner chaque détail de l'accident (d'après les explications que lui ont fournies les autres), pouvait se rappeler des noms des médecins, apprendre de nouvelles informations et les stocker durant une période indéfinie. Il montrait, cependant, une anomalie distincte de l'orientation des endroits. Tandis qu'il se souvenait instantanément être hospitalisé au Jamaica Plain Veterans Hospital (également connu sous le nom de Boston Veterans Administration Hospital), il insistait sur le fait que l'hôpital était localisé à Taunton, au Massachusetts, sa ville d'origine. Après de plus amples questions, il reconnaissait que Jamaica Plain était localisé à Boston et admettait que c'était étrange qu'il y ait deux Jamaica Plain Veterans Hospitals au même endroit. Néanmoins, il maintenait être hospitalisé dans une partie du Jamaica Plain Veterans Hospital localisée à Taunton. À un moment donné, il expliquait même que l'hôpital se trouvait dans la chambre d'ami de sa maison. »

La relocalisation délirante d'un endroit à un autre endroit familier, comme une maison ou foyer qu'un patient connaît très bien, est un thème récurrent, bien que, dans certains cas, quelques patients pensent vivre dans un lieu exotique ou qui tient de la science-fiction.

## Explications médicales
Les premières explications psychodynamiques suggèrent que la paramnésie réduplicative n'est pas directement liée à un traumatisme crânien, mais résulte d'un déni motivé de la maladie ; Weinstein et Kahn expliquent que les patients perçoivent cette maladie comme « une imperfection, une faiblesse ». D'autres acceptent le fait que le traumatisme crânien soit un facteur important, mais suggèrent que la désorientation est causée par une « réaction hystérique » motivée par une envie de retourner chez soi. La majeure partie des théories modernes, cependant, suggère que le trouble est causé par une anomalie des parties cérébrales impliquant la mémoire et les souvenirs d'enfance. D'une manière intéressante, il s'agissait de l'explication initiale donnée par Pick suggérant qu'il s'agissait d'une « attaque convulsive » affectant la mémoire consciente.
Benson et ses collègues expliquent par la suite que des lésions faites à l'hémisphère droit du cerveau rendaient les patients incapables de maintenir leur orientation en raison de mauvaises perceptions visuo-spatiales et de leur mémoire visuelle, tandis que des lésions causées au lobe frontal rendent difficile l'analyse des fausses impressions causées par la désorientation.